# 데이비드 R. 엘리스
데이비드 R. 엘리스(David R. Ellis, 1952년 9월 8일 ~ 2013년 1월 7일)는 미국의 영화 감독이다.
2013년 1월 7일에 남아프리카 공화국의 한 호텔방에서 갑자기 숨졌다. 사인은 여전히 의문이나, 경찰에 따르면 타살 의혹은 없다고 밝혔다.